# Little Man
Little Man ist eine US-amerikanische Filmkomödie von Keenen Ivory Wayans aus dem Jahr 2006. Zu den Darstellern gehören Marlon Wayans, Shawn Wayans und Kerry Washington.

## Handlung
Der kleinwüchsige Juwelendieb Calvin Sims verbrachte mehrere Jahre im Gefängnis. Er will mit den Diebstählen aufhören, sein Chef Walken bietet ihm 100.000 Dollar für das Stehlen des Queen Diamonds an. Zusammen mit seinem Partner Percy gelingt zwar der Diebstahl, doch die Polizei nimmt die Verfolgung auf. Calvin versteckt daraufhin den Diamanten in der Tasche von Vanessa Edwards, die Calvin zufällig bei der Flucht in einem Einkaufsladen begegnet.
Vanessa und ihr Ehemann Darryl wohnen in einer Vorstadt von Chicago zusammen mit Vanessas Vater. Darryl wünscht sich ein Kind, Vanessa wurde jedoch gerade befördert und möchte sich derzeit lieber ihrer Karriere widmen. Der kleinwüchsige Sims wird von seinem Partner Percy in einem Korb vor dem Eingang des Hauses der Edwards als Baby verkleidet abgelegt. Vanessa findet den Diamanten und denkt, er sei ein Geschenk von Darryl. Sims flieht später mit dem Stein, kommt aber zurück, um die Edwards vor Walken zu retten, der Darryl für Percys Komplizen hält.
Später bekommen die Edwards tatsächlich ein Baby.

## Hintergrund
Die Dreharbeiten fanden in der Region von Vancouver vom 15. Oktober 2005 bis zum 1. März 2006 statt. Weltpremiere feierte Little Man am 13. Juli 2006 in Australien. Die Komödie lief seit dem 14. Juli 2006 in den Kinos der USA. In Deutschland war sie ab dem 31. August 2006. Sie spielte bei geschätzten Produktionskosten von rund 64 Millionen US-Dollar in den Kinos der USA über 58,2 Millionen US-Dollar ein. Im Vereinigten Königreich wurden mehr als 4,2 Millionen Pfund Sterling eingespielt.

## Synchronisation
Die deutsche Synchronbearbeitung entstand bei Hermes Synchron  in Potsdam. Das Dialogbuch verfasste Sven Hasper, der zugleich die Synchronregie führte.
| Darsteller          | Deutscher Sprecher | Rolle             |
| ------------------- | ------------------ | ----------------- |
| Brittany Daniel     | Dascha Lehmann     | Brittany          |
| John DeSantis       | Tilo Schmitz       | Bruno             |
| Marlon Wayans       | Björn Schalla      | Calvin            |
| Shawn Wayans        | Marius Clarén      | Darryl            |
| Rob Schneider       | Dietmar Wunder     | Dinosaur Rex      |
| Ken Kramer          | Ernst Meincke      | Dr. Murphy        |
| Molly Shannon       | Silvia Mißbach     | Fußball-Mama      |
| Lochlyn Munro       | Dennis Schmidt-Foß | Greg              |
| Malcolm Scott       | Gerald Paradies    | Hockey Fan        |
| Alex Borstein       | Melanie Hinze      | Janet             |
| David Alan Grier    | Tommy Morgenstern  | Jimmy             |
| Kelly Coffield Park | Karin Buchholz     | Juwelierin        |
| Gary Owen           | Peter Flechtner    | Officer Jankowski |
| Tracy Morgan        | Jan-David Rönfeldt | Percy             |
| John Witherspoon    | Jürgen Kluckert    | Pops              |
| Fred Stoller        | Matthias Hinze     | Richard           |
| Dave Sheridan       | Rainer Fritzsche   | Rosco             |
| Kerry Washington    | Giuliana Jakobeit  | Vanessa           |
| Chazz Palminteri    | Detlef Bierstedt   | Walken            |

## Kritiken
Scott Bowles schrieb in der USA Today vom 13. Juli 2006, die Komödie bringe das Publikum zum Lachen.
Kevin Crust schrieb in der Los Angeles Times vom 14. Juli 2006, die Gebrüder Wayans würden das Publikum mit den Wiederholungen der Gags „erschlagen“ – in der Hoffnung, dass diese funktionieren würden. In diesem Fall würden sie jedoch selten funktionieren.
Das Lexikon des internationalen Films schrieb: „Auf Zoten-Slapstick oder Fäkalhumor setzender öder Witzfilm mit müden Spezialeffekten und einer gänzlich sinnfreien Handlung.“

## Auszeichnungen
Bei den Teen Choice Awards wurde der Film 2006 in der Kategorie Choice Summer Movie: Comedy nominiert.
Der Film erhielt im Jahr 2007 drei Goldene Himbeeren, darunter als Schlechtestes Remake, für die Darstellungen von Marlon Wayans und Shawn Wayans sowie als schlechtestes Filmpaar zusammen mit Kerry Washington. Er wurde außerdem in vier weiteren Kategorien für die Goldene Himbeere nominiert, darunter für das schlechteste Drehbuch, die schlechteste Regie, den schlechtesten Film sowie Rob Schneider als schlechtester Darsteller. Drei Jahre später wurde Rob Schneider für seinen Auftritt in Little Man sowie weiteren Filmen 2010 als schlechtester Darsteller des Jahrzehnts für eine Goldene Himbeere nominiert.
Kerry Washington wurde 2007 für einen BET Award als beste Schauspielerin nominiert. Im selben Jahr erhielten Marlon Wayans und Brittany Daniel eine Nominierung bei den MTV Movie Awards für den besten Filmkuss.